# Opistharsostethus malayanus
Opistharsostethus malayanus är en insektsart som beskrevs av Victor Lallemand 1930. Opistharsostethus malayanus ingår i släktet Opistharsostethus och familjen spottstritar. Inga underarter finns listade i Catalogue of Life.